# Lepanthes mornicola
Lepanthes mornicola är en orkidéart som beskrevs av Ignatz Urban. Lepanthes mornicola ingår i släktet Lepanthes och familjen orkidéer.
Artens utbredningsområde är Haiti. Inga underarter finns listade i Catalogue of Life.